# Arthur Meinig

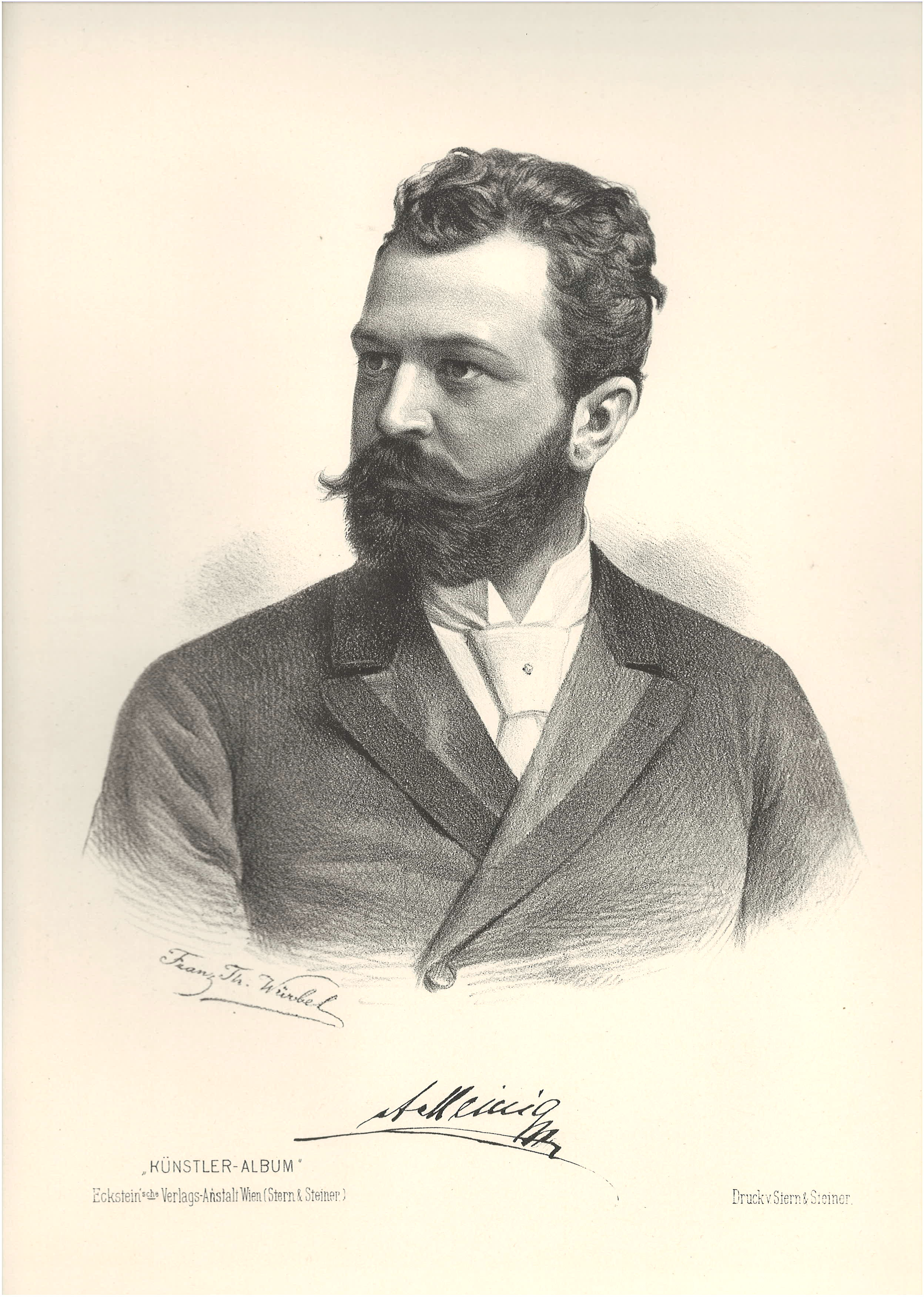
Porträt Arthur Meinigs um 1883 (Lithographie von Franz Theodor Würbel)

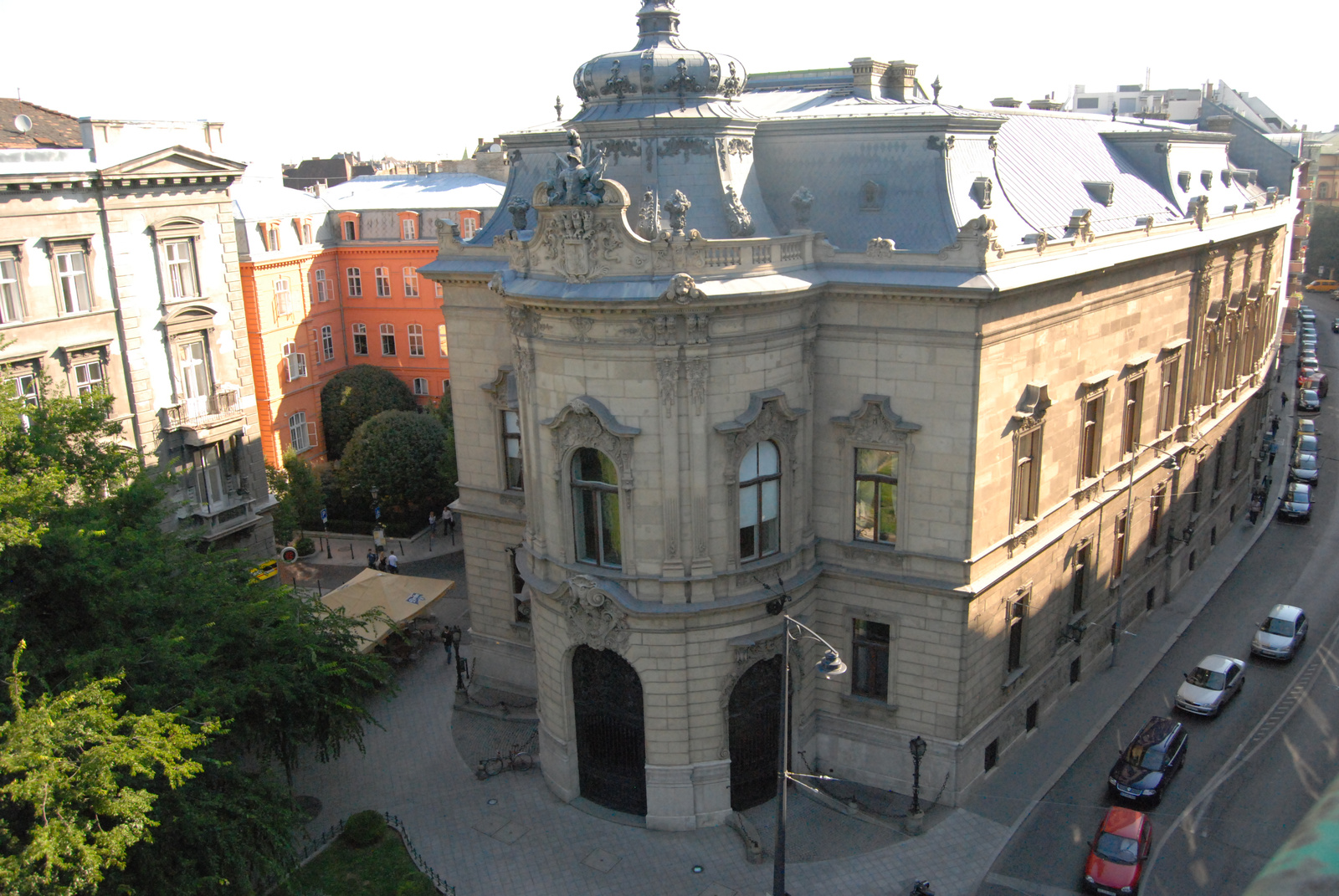
Palais Wenckheim (heute: Erwin-Szabó-Hauptstadtbibliothek) (1886–1889)

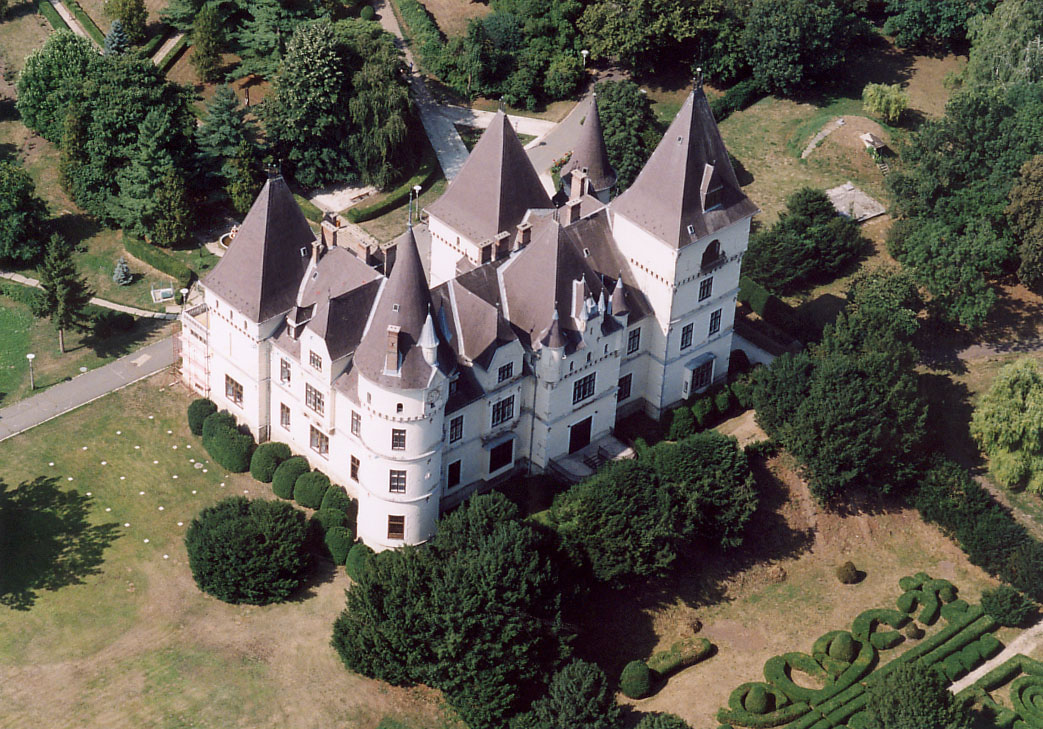
Andrássy-Palast, Tiszadob (1885–1886 / 1890)

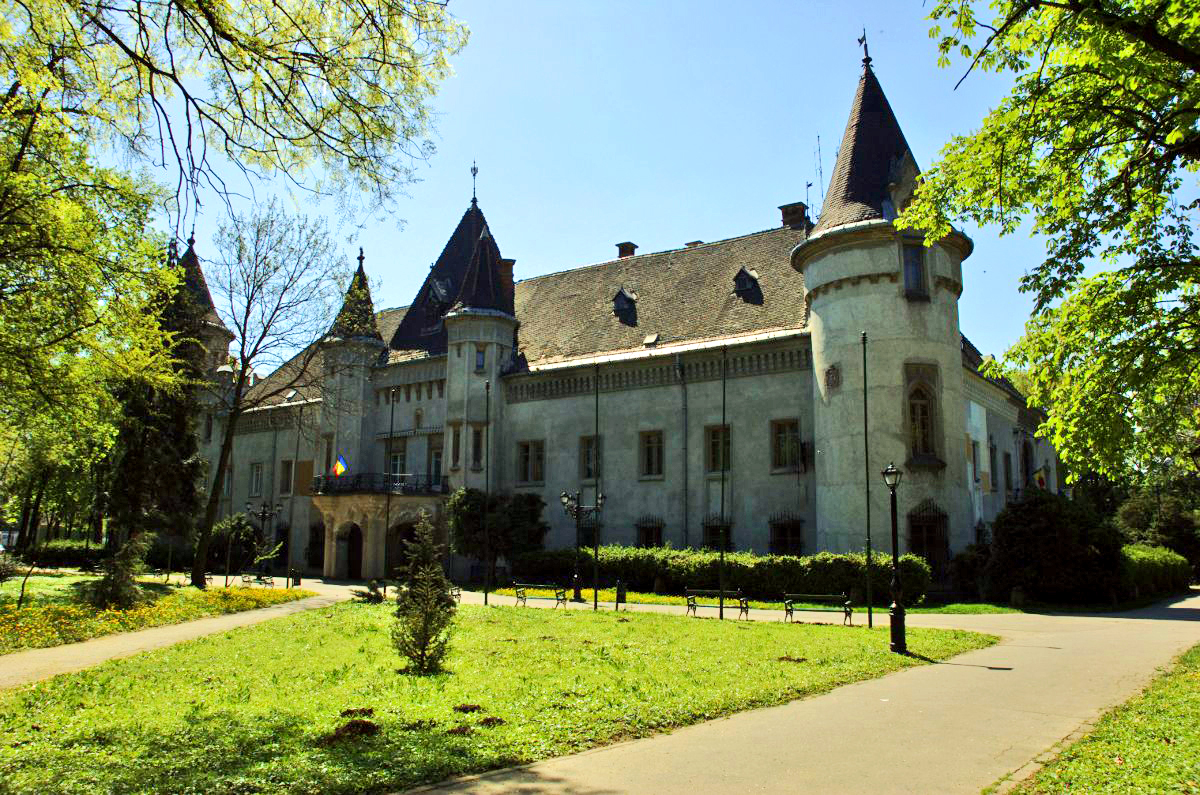
Károlyi-Schloss in Nagykároly (Carei, jetzt Rumänien), (1893–1896, Rekonstruktion)

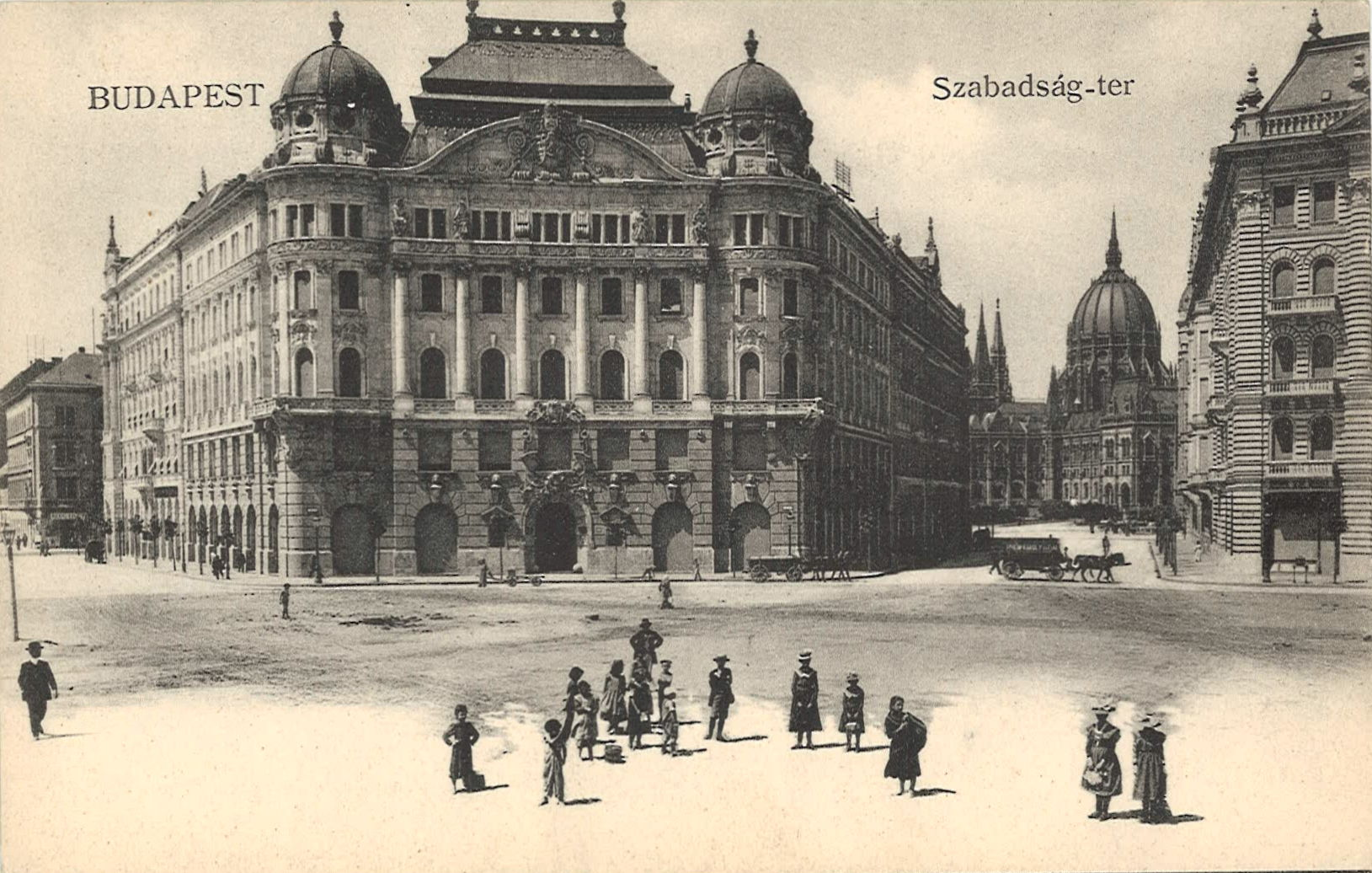
Adria-Palast (1900–1902), Budapest (Postkarte)

Arthur Georg Meinig (ungarisch: Meinig Artúr) (* 7. November 1853 in Waldheim, Königreich Sachsen; † 14. September 1904 in Budapest, Österreich-Ungarn) war ein deutschstämmiger Architekt, der vor allem in Wien und Ungarn tätig war.

## Leben und Berufliches Wirken
Meinig wurde als 7. Kind von Carl Friedrich Meinig (Bürger und Gastwirt in Waldheim) und seiner Frau Agnes Angelika Auguste geb. Hofmann geboren.
Sein Architekturstudium soll er 1870 mit einem Diplom in Dresden abgeschlossen haben, allerdings konnte die Ausbildungsstätte noch nicht ermittelt werden. Danach arbeitete er bei dem Bauinspektor Hacault im Sächsischen Ministerium des Inneren sowie den Architekten Hugo Schönherr und Richard Weise. Letztere errichteten das Dresdner Residenz-Theater, so dass Meinig bereits hier mit dem Entwerfen von Theaterbauten in Berührung gekommen ist, was ihn schließlich auch zu Fellner & Helmer nach Wien führen sollte. Nach seiner Übersiedlung dorthin im Jahre 1875 arbeitete er aber zunächst unter dem Architekten Krumpholz. U.a. leitete er den vom Minister für Kultus und Unterricht Karl von Stremayr geförderten Bau des k.k. Civil-Mädchen-Pensionats in Wien.
1879 trat Meinig in das 1873 gegründete Wiener Architektenbüro Fellner & Helmer ein. Dieses hatte sich auf den Bau von Theatern und Konzerthäusern spezialisiert und führte Aufträge in Mitteleuropa, vor allem aber in Österreich-Ungarn aus. So ist er auch im Wiener Adressbuch von 1878 bis 1880 als Architekt verzeichnet.
1883 zog Meinig nach Budapest, für das für ihn Adressbucheintragungen als épitész/Architekt von 1885 bis 1903 vorliegen, und wurde bald einer der Lieblingsarchitekten der ungarischen Aristokratie, für die er herrschaftliche Stadtpalais und Landhäuser entwarf. Auch mehrere Industrie- und repräsentative Verwaltungsgebäude in Budapest, wie das Verwaltungsgebäude der Rimamurány-Sálgótarjáner Eisenwerk AG in der Nádor utca 36 (V.) oder der Adria-Palast am Szabadság tér (V.), der als Siegerentwurf aus einem Wettbewerb hervorgegangen war, wurden nach seinen Entwürfen realisiert. Seine Bauten sind im Stil der Neogotik und Neorenaissance, vor allem aber in dem um die Jahrhundertwende dominanten Neobarock gehalten, bei dem Meinig an seine in den Wiener Jahren gesammelten Erfahrungen anknüpfte. Aber auch die Eindrücke einer Studienreise nach England flossen in seine Entwürfe ein, so bei der Rekonstruktion des Schlosses des Grafen Alois Károlyi in Stampfen (heute: Stupava). 1898 entwarf er dann sein erstes Jugendstilgebäude: die Allgemeine Sparkasse in unmittelbarer Nähe zur Nádor utca, der Magistrale des Budapester Bankenviertels. Hier schmückt ein Bienenkorb als Symbol des (Spar-)Fleißes die Fassade. 1901 folgte – ebenso im Jugendstil – die Pensionskasse. Für die Fassaden dieser Gebäude verwendete er auch ungarische Volkskunstmotive. Bei der Gestaltung des Fassadenschmucks am Palais Wenckheim arbeitete Meinig mit Julius Jungfer (1841–1908) zusammen, dem Gründer der legendären „Kunstgewerbe-Metallwarenfabrik“, die zu den Hoflieferanten gehörte.
Meinig, der 1888 die ungarische Staatsbürgerschaft erworben hatte, war Mitglied der Vereinigung der ungarischen Architekten. In Vorbereitung der Teilnahme Ungarns an der Pariser Weltausstellung von 1900 arbeitete er in der XII. Gruppe „Öffentliche Gebäude, Häuser, Wohmungseinrichtung“ neben u. a. Ignác Alpár mit. In seinem Büro war von 1892 bis 1894 der bekannte Dresdner Architekt Martin Pietzsch tätig.
Eine Ehefrau des in den 1880er Jahren mehrfach verheirateten Baukünstlers war die 1889, 19-jährig, verstorbene Angéla Babarczi Schwartzer, Enkelin des Pioniers der ungarischen Psychiatrie, Ferenc Babarczi Schwartzer (1818–1889). Meinig hatte einen Sohn und eine sehr jung verstorbene Tochter; beide blieben kinderlos.

## Bauten (Auswahl)
Die nachfolgend ohne Ortsangabe aufgeführten Bauten wurden in Budapest realisiert. Außen- und Innenansichten der meisten Bauwerke sind im Bildanhang der unter Literatur angegebenen Dissertation von József Rozsnyai zum Werk von Arthur Meinig zu finden.
- Emmer-Palast (1885–1887)
- Andrássy-Palast in Tiszadob (1885–1886 / 1890)
- Palais Wenckheim (heute: Erwin-Szabó-Hauptstadtbibliothek) (1886–1889)[10]
- Andrássy-Mausoleum in Tőketerebes (Trebišov, jetzt Slowakei) (1891–1893)[11][12]
- Hunyady-Palast (1892–1894)
- Csekonics-Palast (1893–1896, Rekonstruktion)
- Park-Club im Stadtwäldchen (1893–1895)[13][14]
- Schloss Károlyi in Nagykároly (Carei, jetzt Rumänien), (1893–1896, Rekonstruktion)
- Dungyerszky-Palast (1899–1900)
- Adria-Palast (1900–1902)[15]
- Gebäude der Rimamurány-Salgótarjáner Eisenwerk AG[16][17]

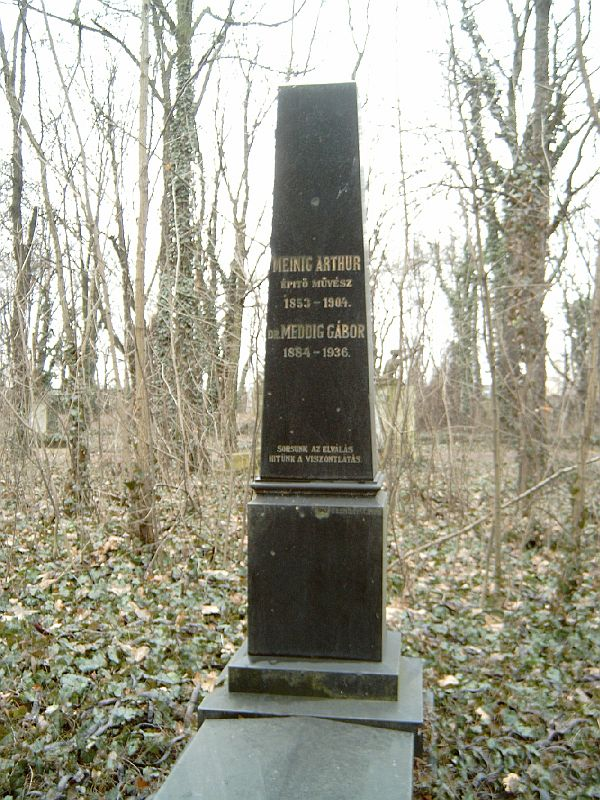
Grab in Budapest, Kerepesi temető (48/4-1-19)

## Sonstiges
Meinig beteiligte sich nach der Ermordung von Kaiserin Elisabeth mit einer Spende für das für sie in ihrer Eigenschaft als ungarische Königin 1907 fertiggestellte bronzene Denkmal. Das von György Zala entworfene Denkmal steht heute nahe der Elisabeth-Brücke in Buda (Döbrentei tér).

## Letzte Ruhestätte
Seine letzte Ruhe fand der recht jung an einem Schlaganfall verstorbene Arthur Meinig auf dem Budapester Kerepescher Friedhof.